# غوربان غوربانوف
غوربان غوربانوف (Gurban Osman oglu Gurbanov) (13 أبريل 1972 في أذربيجان – )؛ هو لاعب كرة قدم كان يلعب كمهاجم. يلعب مع منتخب أذربيجان لكرة القدم منذ عام 1992.
في 13 أبريل لعام 2022، منح غوربان غوربانوف وسام "شهرة" بأمر من رئيس جمهورية أذربيجان إلهام علييف لخدماته في تطوير لعبة كرة القدم في جمهورية أذربيجان.

## وسام
- وسام «شهرة» 2022

## وصلات خارجية
- غوربان غوربانوف على موقع الاتحاد الدولي (مؤرشف)  (الإنجليزية)
- غوربان غوربانوف على موقع الاتحاد الأوربي (الإنجليزية)
- غوربان غوربانوف على موقع قاعدة بيانات كرة القدم.إي يو (الإنجليزية)
- غوربان غوربانوف على موقع ناشيونال فوتبول تيمز (الإنجليزية)
- غوربان غوربانوف على موقع عالم كرة القدم.نت (الإنجليزية)